# الشعلة (بغداد)

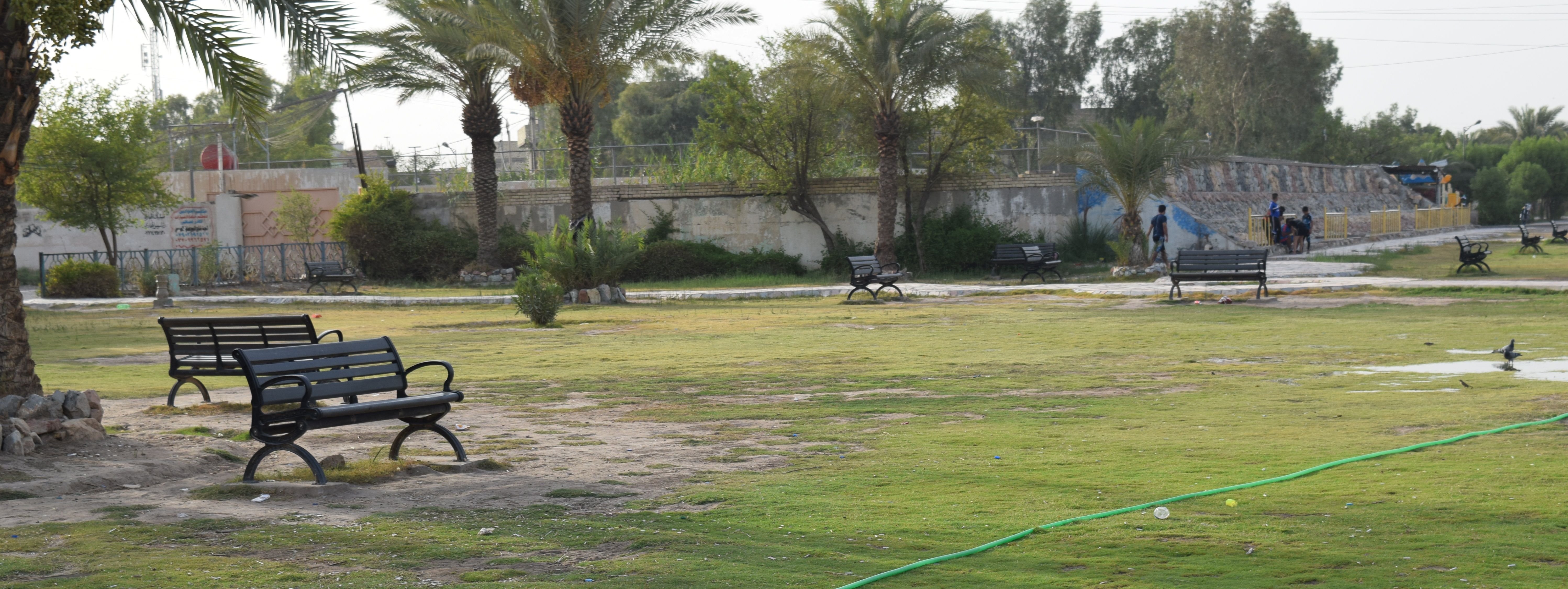
أحد متنزهات الواقعة في حي الجوادين، الشعلة.

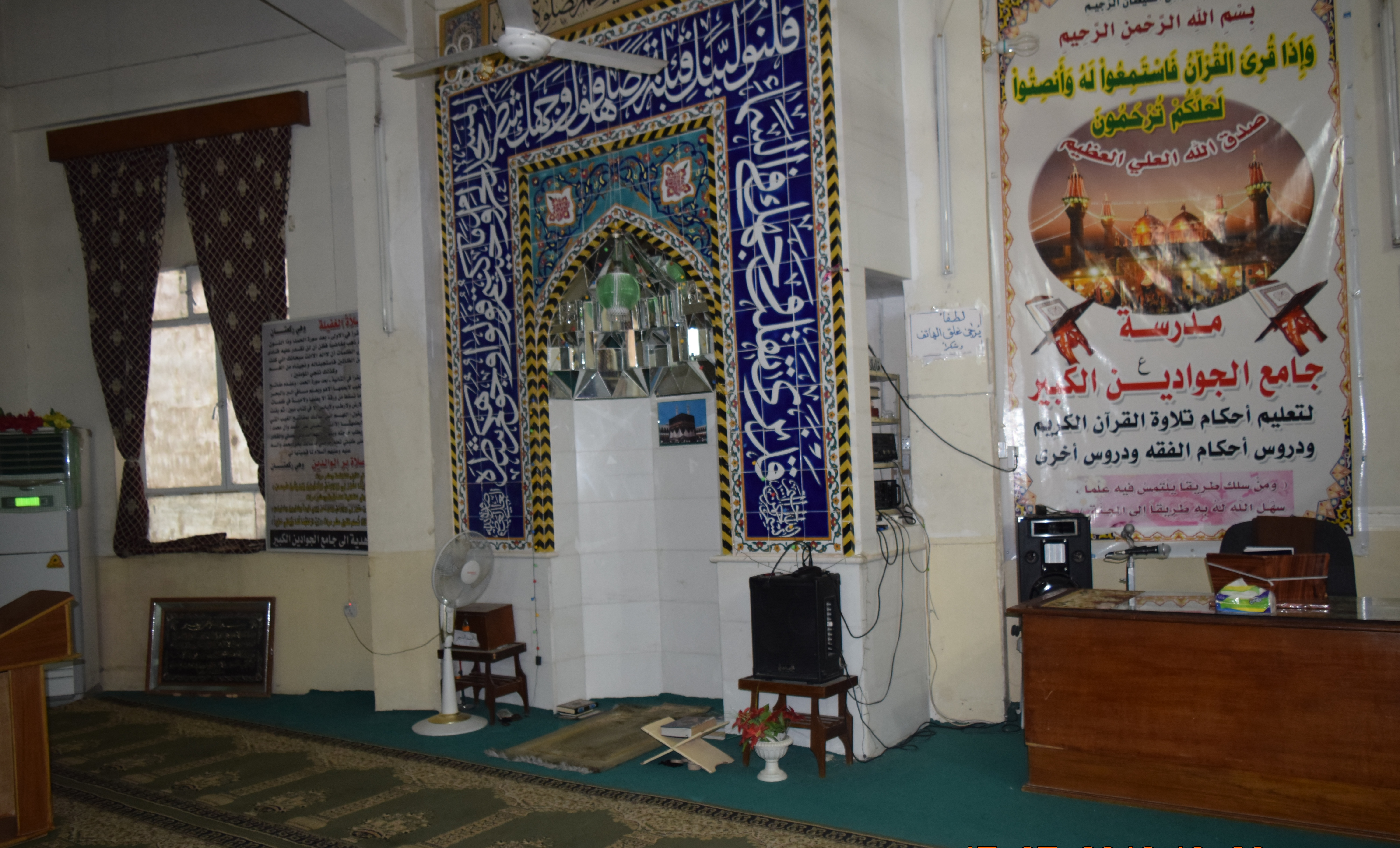
جامع الجوادين الكبير في الشعلة.

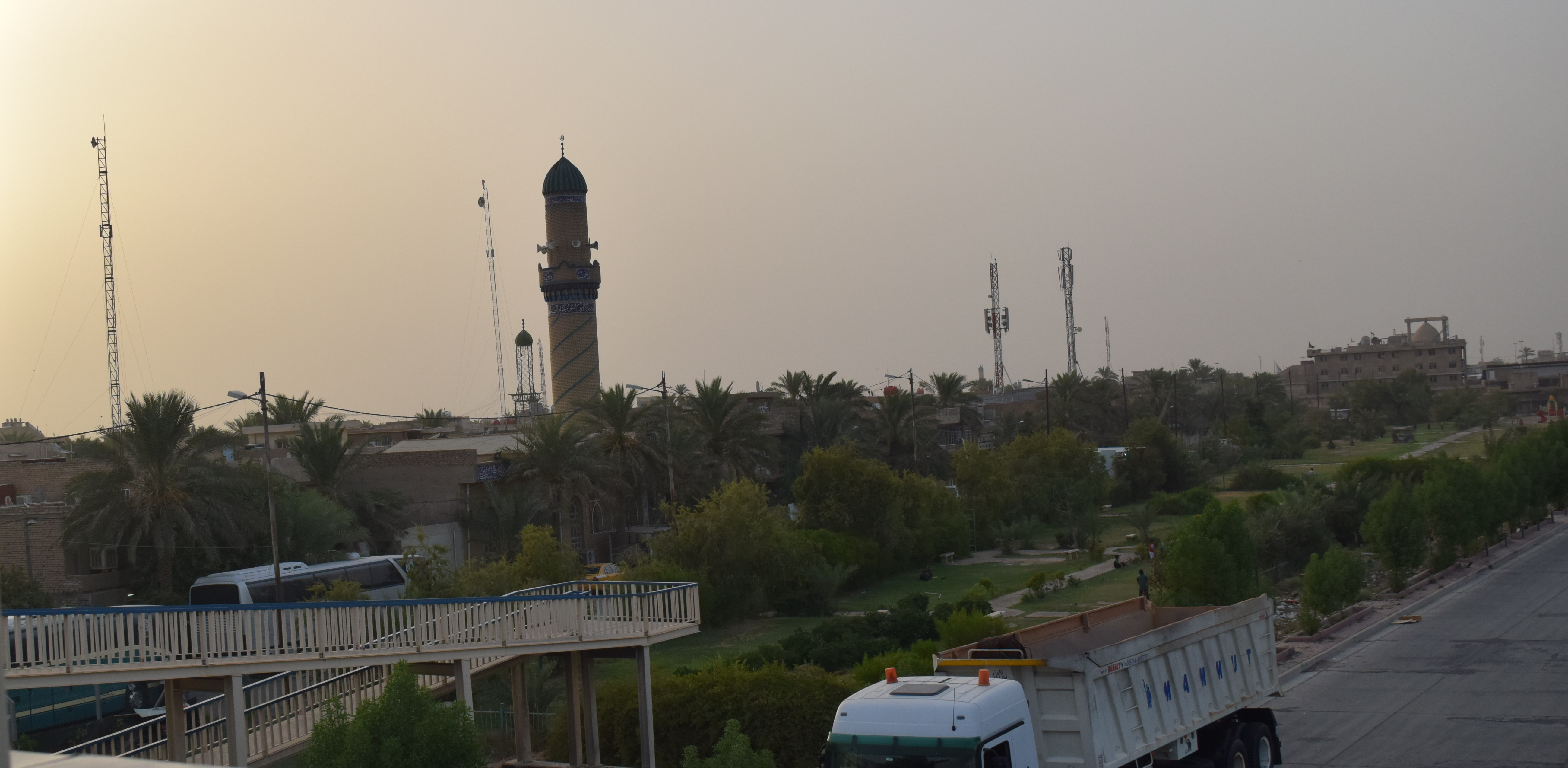
صورة يظهر فيها الجزء الشرقي من مدينة الشعلة، المطل على الطريق الخارجي رقم 1 وقت الغروب.

الشعلة أو شعلة الصدرين هي إحدى مناطق الواقعة غرب بغداد والتي تشغل الجهة الشمالية الغربية منها وتعتبر من المناطق الشعبية نظرا لكون غالبية سكانها من ذوي الدخل المتوسط. تمتاز هذه المدينة بارتفاع كثافتها السكانية وتعد مركزا لناحية ذات السلاسل، وتقسم الناحية إلى 27 قطاعاً سكنياً مع منطقة الشعلة والرحمانية والدوانم وأم نجم والجوادين والسلاميات والصابيات والدهنة. وتسمى المدينة أيضا بحي النور.
كما تمتاز هذه المدينة بأنها أنتجت العديد من المبدعين في مختلف المجالات كالرياضة والفن والغناء والشعر وغيره ومنهم لاعب المنتخب الوطني السابق حسن فرحان واللاعب في نادي الزوراء عبد الأمير ناجي واللاعب الزوراء السابق المقيم في ألمانيا محمد الملا وحبيب كاظم ولاعب المنتخب الوطني الحالي سعد عبد الأمير والشاعر خضير هادي واللاعب إبراهيم عبد نادر والحارس عامر زايد ولاعب المنتخب العراقي ونادي الزوراء عدنان محمد الملقب بأبي سعدية والصحفيين عدنان لفتة وعبد الهادي مهودر وحسن حسين التميمي ويوسف فعل وعدنان عبد الحسن وغيرهم ،
بالإضافة إلى وزير التربية في حكومة الكاظمي علي مخلف الدليمي وهو من مواليد مدينة الشعلة .
أهم المناطق في الشعلة :
- منطقة الشعلة التي تضم بحد ذاتها 27 قطاعا مع
- الرحمانية
- الدوانم
- أم نجم
- الجوادين
- الرواد
- السلاميات
- الصابيات
- الدهلة
- الخطيب

أهم الاسواق في مدينة الشعلة هي :
- سوق الأولى.
- سوق الساحة سوق المصرف.
- سوق النصر (الذي يقع بين قطاع الثامن والتاسع)
- سوق الجملة لبيع الخضروات سوق العلوة.
- سوق الجوادين

ومن أهم الشوارع في منطقة الشعلة هي :
- الشارع العام.
- شارع الوسطاني.
- الشارع الغربي.
- شارع 60.
- جسر الشعب
- جسر الغزالية.
- ساحة الصدرين أو ما تسمى بالمثلث.
- شارع سيد شناوة الياسري
- شارع سالم أبو العمبة

و من أهم خطوط النقل :
```
هو سريع الشعلة الرئيسي أو ( سريع صلاح الدين ) الذي يقع عند مدخل مدينة الشعلة .
```

و من أهم النوادي الرياضية في منطقة الشعلة هو :
نادي الشعلة
وأهم المدارس في مدينة الشعلة :
- مدرسة زهير بن القين الابتدائية
- مدرسة 6 كانون الثاني الابتدائية
- مدرسة خولة بنت الحسين الابتدائية
- مدرسة الأسماء للبنات الابتدائية
- مدرسة الفاطمية الأهلية المختلطة
- مدرسة الإبداع العلمي الأهلية المختلطة
- مدرسة نسائم العلم (خزاعة) الابتدائية
- مدرسة الآمال الأبتدائية للبنين

-
- متوسطة طارق ابن زياد
- متوسطة بغداد السلام الابتدائية للبنين
- متوسطة العلامة حسين علي محفوظ
- متوسطة التقدم للبنات
- متوسطة المقاصد للبنات
- ثانوية الريادة للمتفوقين
- متوسطة الوطن العربي للبنين
- متوسطة سيف الله للبنات.[2]
- متوسطة الإنتفاضة الشعبانية للبنات.[3]
- اعدادية النور للبنين
- اعداية النصر للبنات
- اعدادية الشعلة (الصدرين) للبنين
- أعدادية العراق الجديد
- أعدادية الأبداع المسائية
- أعدادية الشعلة المهنية

## بلدية الشعلة
في منطقة الشعلة دائرة بلدية تشرف على حي الشعلة وأحياء مجاورة:
| اسم الحي    | مساحته كيلومتراً | عدد سكانه سنة 2019 |
| حي الحرية   | 9.8             | 246978             |
| حي الشعلة   | 25              | 197646             |
| حي الحربية  | 4.4             | 38352              |
| حي العباسية | 2.5             | 10021              |

## الرياضة
ومن أهم الفرق الرياضية الشعبية في مدينه الشعلة
- فريق الامجاد
- فريق التعاون
- فريق النسور
- فريق النهرين
- فريق الهلال
- فريق التعارف
- فريق الكرامة
- فريق عمو بابا
- فريق المستقبل
- فريق الفداء
- نادي الشعلة الرياضي

هذا غير الأندية الشعبية التي يقوم الشباب بتاسيسها